# کلان‌شهر مستقل سولیهال
کلان‌شهر مستقل سولیهال (به انگلیسی: Metropolitan Borough of Solihull) یک کلان‌شهر مستقل در انگلستان است که در شهرستان میدلندز غربی واقع شده‌است.